# Poprzeczna Turnia

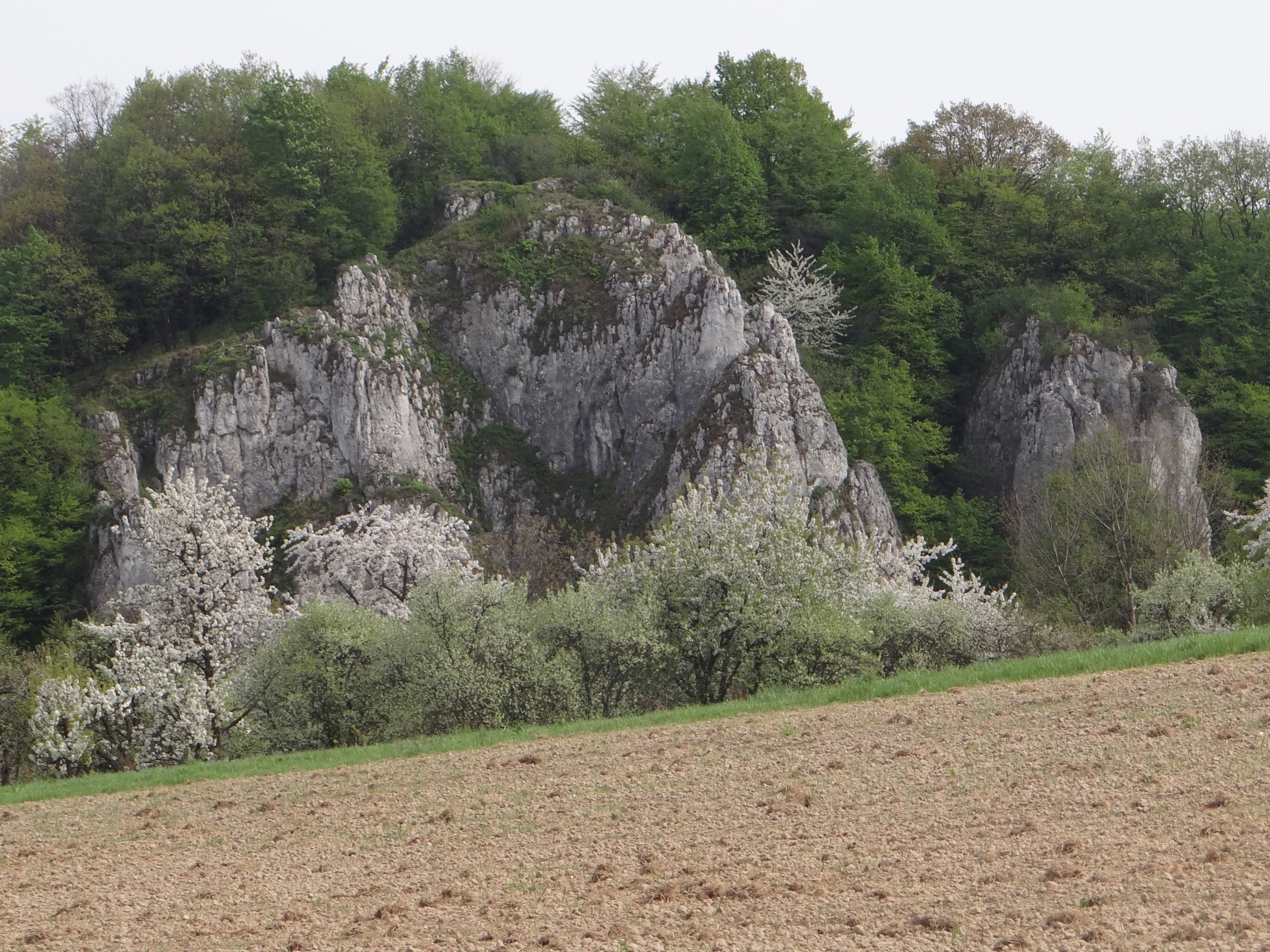
Od lewej: skała jaskini Wierzchowskiej Górnej i Poprzeczna Turnia

Poprzeczna Turnia – skała wznosząca się po wschodniej stronie drogi biegnącej przez miejscowość Wierzchowie w województwie małopolskim, w powiecie krakowskim, w gminie Wielka Wieś. Znajduje się w środkowej części grupy wysokich skał. W kierunku od północy na południe są to: skała jaskini Wierzchowskiej Górnej, Poprzeczna Turnia, Zaroślak i Dzika Turniczka.
Zbudowana jest z wapieni skalistych z górnej jury. Wspinacze skalni wytyczyli na niej 9 dróg wspinaczkowych o skali trudności Kurtyki IV – VI.2+ i wysokości 15–22 m.